# Monolene antillarum
Monolene antillarum es una especie de pez de la familia Bothidae en el orden de los Pleuronectiformes.

## Hábitat
Es un pez de mar.

## Morfología
• Pueden llegar alcanzar los 11,8 cm de longitud total.

## Distribución geográfica
Se encuentra desde las  costas del Canadá hasta Florida y el norte del Golfo de México. Probablemente también en el norte de la costa de Sudamérica.